# Poelslakken
De poelslakken (Lymnaeidae) zijn een familie van slakken die voornamelijk in zoet water leven.
Lymnaea Lamarck, 1799 is het typegenus van deze familie.

## Taxonomie en systematiek
Er is nog veel onduidelijkheid over de hiërarchie en de plaatsing van de genoemde genera, soms worden hier als genus opgevoerde taxa als subgenera beschouwd, terwijl andere subgenera soms als genus worden opgevat en hier niet als zodanig zijn opgenomen. Het is zelfs zo dat voor enkele genera geen eenstemmigheid bestaat over het feit of plaatsing in de poelslakkenfamilie terecht is. Dit geldt o.a. voor Ferrissia en Ancylus. Beide worden ook wel tot de schijfhorens of ieder zelfs tot geheel eigen families gerekend.

Voor de taxonomie en systematiek van deze groep wordt in eerste instantie uitgegaan van de indeling en naamgeving door CLECOM. Geeft CLECOM geen uitsluitsel dan is van andere bronnen gebruikgemaakt. Hoewel hier ook verwezen wordt naar taxonomische databases op internet (o.a. NCBI en Taxonomicon, zie verwijzingen), moet worden benadrukt dat zij incompleet zijn en dat zij bovendien fouten bevatten (ook in deze familie) wat zich bv. uit in de vermelding van dezelfde soort in verschillende genera.

## Beschrijving
Poelslakken zijn longslakken. De dieren zijn gekenmerkt door het bezit van platte voelhorens.
De meeste soorten leven in zoet zuurstofrijk water.

### Schelpkenmerken
De schelp is meestal, in overeenkomst met de anatomie, rechtsgewonden. De meeste soorten hebben een hooggewonden schelp met een brede laatste omgang en grote mondopening. Enkele taxa hebben een napvormige schelp. Slechts bij uitzondering is er geprononceerde sculptuur, de meeste soorten hebben een dunne, relatief gladde schelp waarop alleen groeilijnen aanwezig zijn. De kleur van de schelp is meestal wit of kleurloos en daardoor hebben schelpen de kleur van het periostracum, meestal een bruine tint. De mondrand is scherp, niet verdikt en niet omgeslagen. De schelp heeft een navel die echter geheel bedekt kan zijn.
In hoogte variëren de meeste soorten tussen ongeveer 5 mm en 6 cm.
Poelslakken hebben geen operculum om de schelp mee af te sluiten.

## Voortplanting
De dieren zijn hermafrodiet en worden ook gekenmerkt door zelfbevruchting. Poelslakken kunnen sperma opslaan, zowel van zichzelf als wat van andere dieren bij een copulatie is ontvangen. Individuele eieren worden in complexe gelatineuze eiermassa's afgezet.

## Geologische historie
Voorouders van de Poelslakken kwamen met zekerheid sinds het Jura voor, de modernere soorten zijn zich sinds het Krijt beginnen te ontwikkelen.

## Areaal
Poelslakken zijn wereldwijd verspreid.

### Voorkomen in Noordwest Europa
In Noordwest Europa komen ongeveer tien levende soorten voor. Daarnaast zijn er ook enkele fossiele soorten uit het Cenozoïcum bekend uit deze regio.

## Fotogalerij

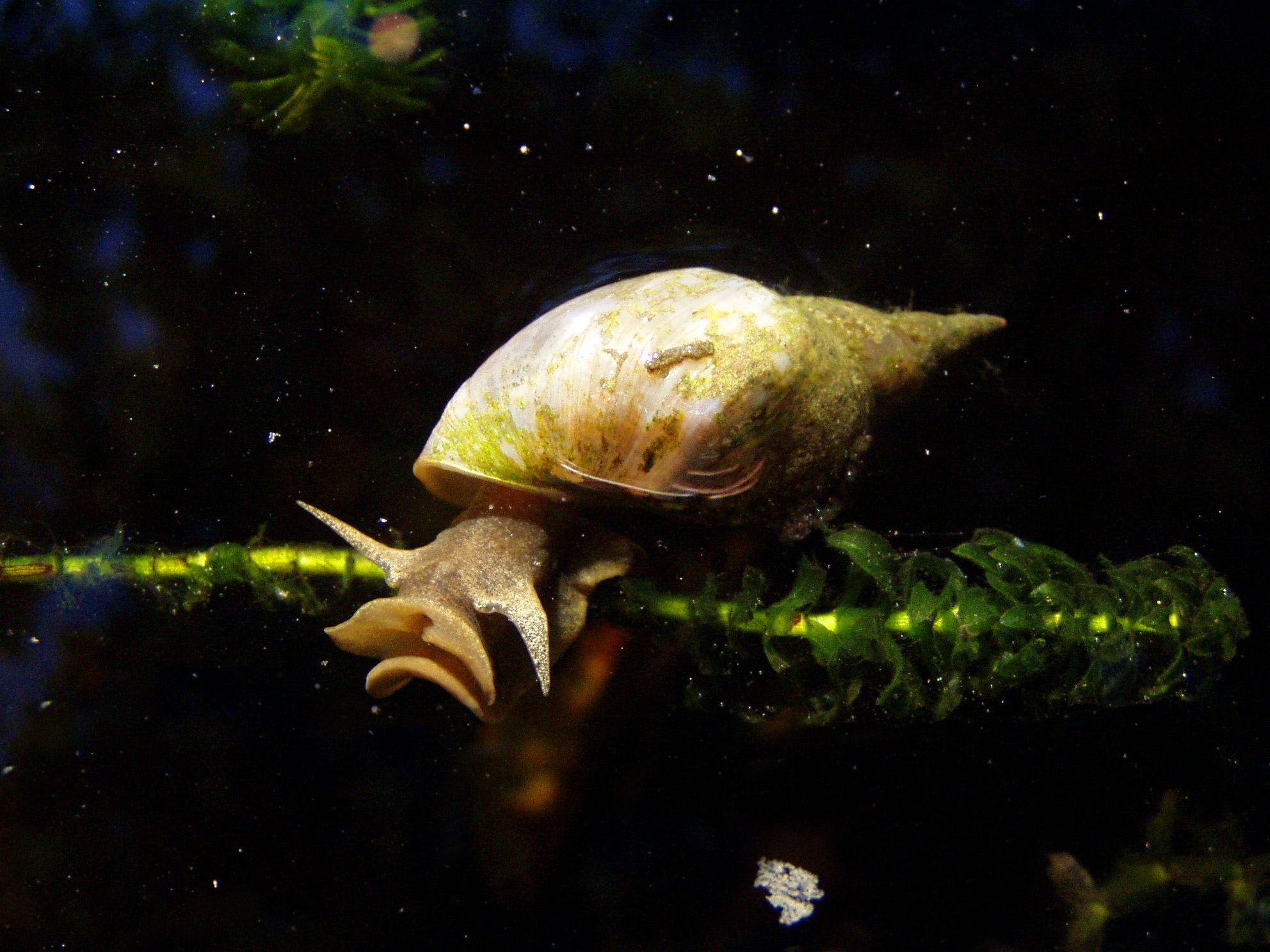
Poelslak Lymnaea stagnalis
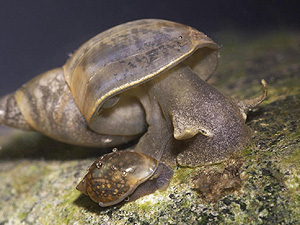
Poelslak Lymnaea stagnalis
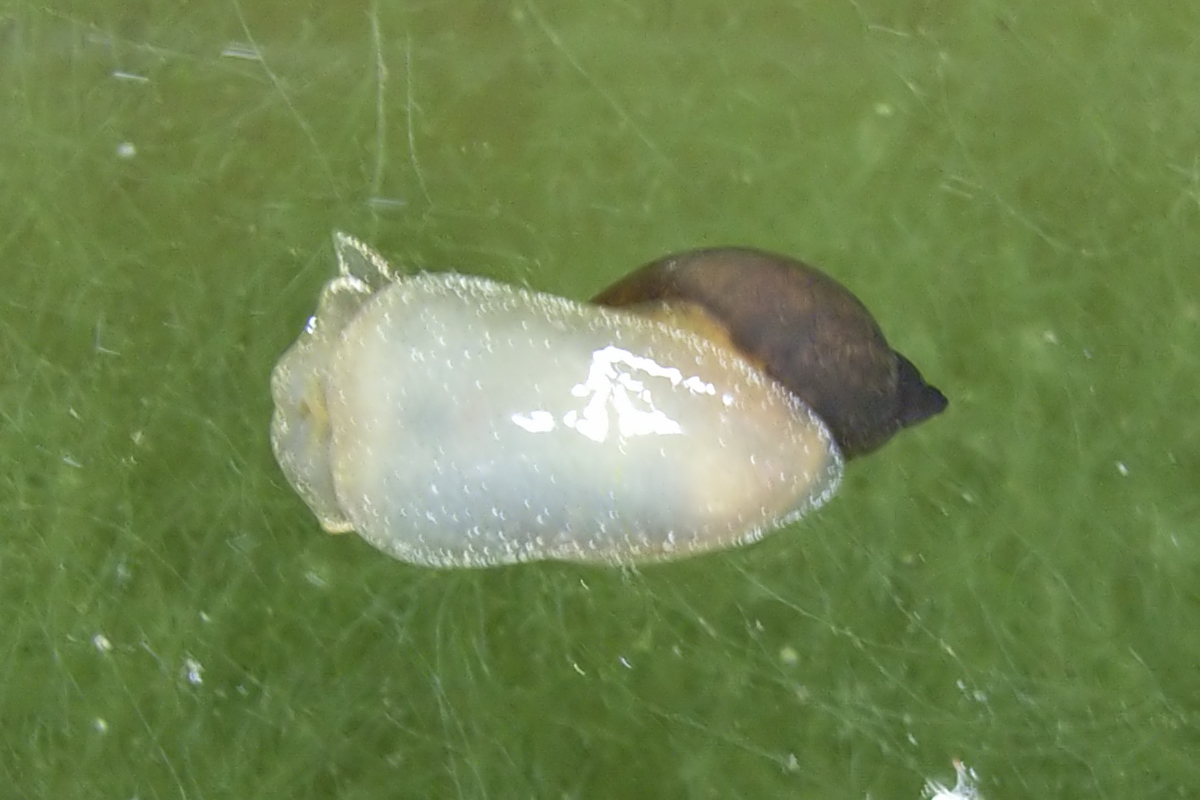
Ovale poelslak Radix ovata
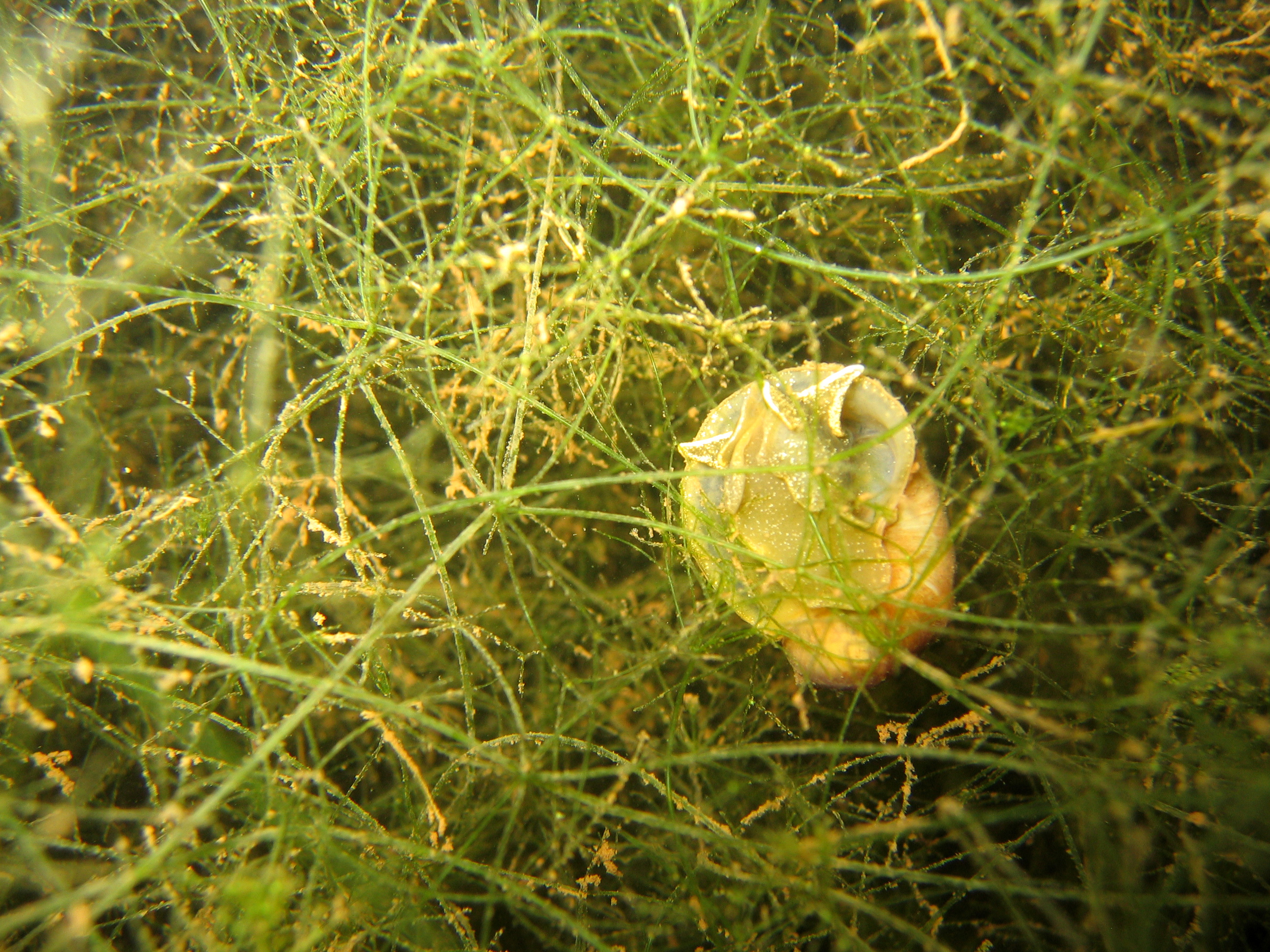
Ovale poelslak Radix ovata Kruipend over de watervegetatie.

## Taxonomie

### Onderfamilies
- Amphipepleinae Pini, 1877
- Lancinae Hannibal, 1914
- Lymnaeinae Rafinesque, 1815
- Valencienniinae Kramberger-Gorjanovic, 1923 †

### Geslachten
- Boskovicia Brusina, 1884 †
- Corymbina Bukowski, 1892 †
- Glacilimnea Iredale, 1943
- Hiscerus Gorjanović-Kramberger, 1923 †
- Peplimnea Iredale, 1943
- Simlimnea Iredale, 1943
- Undulotheca Gorjanović-Kramberger, 1923 †
- Velutinopsis Sandberger, 1875 †
- Zagrabica Brusina, 1884 †